# تازه کند (ببه‌جیک)
تازه کند یک روستا در ایران است که در استان آذربایجان غربی واقع شده‌است. براساس سرشماری مرکز آمار ایران در سال ۱۳۹۵، تازه کند ۲۰ نفر جمعیت دارد.